# Michael Lorenz
 (août 2025).
Motif : aucune source secondaire centrée
- Archive Wikiwix
- Bing
- Cairn
- DuckDuckGo
- E. Universalis
- Gallica
- Google
- G. Books
- G. News
- G. Scholar
- Persée
- Qwant
- (zh) Baidu
- (ru) Yandex
- (wd) trouver des œuvres sur Wikidata

| 1. | Préciser le motif de la pose du bandeau. | Précisez le motif de la pose du bandeau en utilisant la syntaxe suivante : {{admissibilité à vérifier\|date=août 2025\|motif=remplacez ce texte par le motif}}                      |
| 2. | Informer les utilisateurs concernés.     | Pensez à avertir le créateur de l'article, par exemple, en insérant le code ci-dessous sur sa page de discussion : {{subst:avertissement admissibilité à vérifier\|Michael Lorenz}} |

Michael Lorenz (Vienne, 18 juillet 1958) est un musicologue, professeur de musique, historien des Alpes et photographe autrichien, connu pour ses recherches sur Mozart et son travail d'archives combinant l'histoire de la musique et recherches généalogiques.

## Biographie
Lorenz étudie le violoncelle et le hautbois à l'université de musique de Vienne, où il obtient son diplôme en 1990 et la musicologie à l'université de Vienne où il passe son doctorat en 2001. De 2001 à 2005, il est président de l'Institut international Franz Schubert. Lorenz a reçu des subventions de la Fondation du Jubilé de la Banque nationale d'Autriche, du fonds autrichien des sciences (Fonds zur Förderung der wissenschaftlichen Forschung) et du trust  Music & Letters. Après avoir travaillé avec la Fondation Esterházy, il effectue des recherches grâce à une subvention de la Fondation du Jubilé de la ville de Vienne. En 2014, il travaille comme chargé de cours à l'institut de musicologie à l'université de Vienne.
Lorenz a publié de nombreux ouvrages sur Mozart, Ludwig van Beethoven, Haydn et Franz Schubert. Il est l'auteur d'articles biographiques pour les encyclopédies anglaises et allemandes suivantes :
- La version révisée du New Grove, Stanley Sadie (éd.), Londres, Macmillan, 2001 ;
- Musik in Geschichte und Gegenwart, Ludwig Finscher (éd.) Cassel, Bärenreiter, 2000 ; et
- Das Beethoven-Lexikon, Heinz von Loesch/Claus Raab (éds.), Laaber, Laaber-Verlag, 2008.

## Écrits
- 1997 « Franz Jakob Freystädtler. Neue Forschungsergebnisse zu seiner Biographie und seinen Spuren im Werk Mozarts », Acta Mozartiana, 44, vol. 3–4 (décembre), p. 85–108.
- 1999 « Schuberts Freund Dr. Bernhard. Eine Neubewertung der Quellen », Schubert durch die Brille 23 (Tutzing: Schneider), p. 3–64.
- 1999 « 'Viele glaubten und glauben noch, absichtlich.' – Der Tod der Ludovica Siboni », Schubert durch die Brille 23 (Tutzing: Schneider), p. 47–74.
- 2000 « Karl Enderes. Eine biographische Studie », Schubert durch die Brille 24 (Tutzing: Schneider), p. 31–80.
- 2000 « Genealogische Anmerkungen zu Joseph von Gahy », Schubert durch die Brille 24 (Tutzing: Schneider), p. 19–26.
- 2000 « Mozarts Haftungserklärung für Freystädtler. Eine Chronologie », Mozart-Jahrbuch 1998 (Kassel: Bärenreiter), p. 1–19.
- 2000 « Gottfried Ignaz von Ployers Haus in Döbling. Eine vergessene Mozartstätte », Acta Mozartiana, 47, vol. 1–2 (juin), p. 11–24.
- 2000 « Dokumente zur Biographie Johann Mayrhofers », Schubert durch die Brille 25 (Tutzing: Schneider), p. 21–50.
- 2001 « Baronin Droßdik und die verschneyten Nachtigallen. Biographische Anmerkungen zu einem Schubert-Dokument », Schubert durch die Brille 26 (Tutzing: Schneider), p. 47–88.
- 2001 Studien zum Schubert-Kreis, thèse de doctorat, université de Vienne, 2001 (édition augmentée et révisée pour la publication en 2011).
- 2002 « Mehrere Bernhards. Die Lösung des Dr. J. Bernhard-Rätsels », Schubert durch die Brille 28 (Tutzing: Schneider), p. 101–50.
- 2003 « Die Familie Schober und ihr genealogisches Umfeld », Schubert durch die Brille 30 (Tutzing: Schneider), p. 129–192 (avec la généalogie de Schober).
- 2006 « New and Old Documents Concerning Mozart's Students Barbara Ployer and Josepha Auernhammer », Eighteenth-Century Music, vol. 3, No. 2, septembre 2006 (Cambridge University Press), p. 311–322.
- 2005 « The Jenamy Concerto », Newsletter of the Mozart Society of America, vol. IX, No. 1 (janvier), p. 1–3.
- 2006 « Behind the Wunder: Wolfgang Amadeus Mozart and His Relevance Today » Austria Culture, magazine en ligne du forum culturel autrichien de New York, janvier – février 2006 (www.acfny.org).
- 2006 « 'Mademoiselle Jeunehomme.' Zur Lösung eines Mozart-Rätsels », Mozart Experiment Aufklärung. Essai pour l'exposition Mozart 2006 (Ostfildern: Hatje Cantz Verlag, Da Ponte-Institut, 2006), p. 423–429.
- 2007 « Commentary on Wawruch's Report: Biographies of Andreas Wawruch and Johann Seibert, Schindler's Responses to Wawruch's Report, and Beethoven's Medical Condition and Alcohol Consumption », The Beethoven Journal, Winter 2007, Vol. 22, No 2 (San Jose: The Ira Brilliant Center for Beethoven Studies, 2007), p. 92–100.
- 2008 « New Archival Documentation on the Theater auf der Wieden and Emanuel Schikaneder », Wolfgang Amadeus Mozart: Die Zauberflöte: sources – interprétations, Henri van Hulst éd. (Brusselles, Peter Lang, 2008).
- 2008 « Süßmayr und die Lichterputzer: von gefundenen und erfundenen Quellen », Mozart-Jahrbuch 2006 (Cassel, Bärenreiter, 2008), p. 425–438.
- 2008 « Neue Forschungsergebnisse zum Theater auf der Wieden und Emanuel Schikaneder », Wiener Geschichtsblätter, 4/2008 (Vienne, Verein für Geschichte der Stadt Wien, 2008), p. 15–36.
- 2008 « Wolfgang Amadeus Mozart. Klavierkonzert Es-Dur, KV 271, 'Jenamy-Konzert' » (notes du programme de concert d'Alfred Brendel au Musikverein de Vienne le 17 décembre 2008), saison 2008/2009 de l'Orchestre philharmonique de Vienne, p. 120–122.
- 2009 « Mozart's Apartment on the Alsergrund », publication sur le web, le 8 juin 2009 ; impression dans la Newsletter of the Mozart Society of America, Vol. XIV, No. 2 (27 août 2010).
- 2009 « Mozarts Sterbehaus: Einige notwendige Anmerkungen », Acta Mozartiana, 56, vol. 2 (décembre 2009), p. 187–190.
- 2010 « Mozart's Last Residence: A Few Necessary Comments », version anglaise de l'article précédent, publié sur le web le 5 septembre 2010.
- 2010 « Einige Korrekturen und Ergänzungen zu Klaus Martin Kopitz' Aufsatz 'Anmerkungen und Korrekturen zu Haydns Wiener Wohnungen' », publication sur le web le 14 novembre 2010.
- 2011 « 'Die enttarnte Elise'. Die kurze Karriere der Elisabeth Röckel als Beethovens 'Elise' », Bonner Beethoven-Studien, Vol. 9 (Bonn, Beethoven-Haus), p. 169–190.
- 2011 « Mozarts Patenkind », Acta Mozartiana, 58, vol. 1 (juin), p. 57–70.
- 2011 « Familie Trampusch – geliebt und totgeschwiegen », Jahrbuch des Vereins für Geschichte der Stadt Wien, Vol. 62/63, 2006/2007 (Vienne, Verein für Geschichte der Stadt Wien), p. 135–149.